# Villa Botta Adorno
La villa Botta Adorno sorse per volere del maresciallo Antoniotto Botta Adorno fu fatta ricostruire presso una precedente dimora della famiglia a partire dal 1766 e si trova a Torre d'Isola, presso il Ticino, a una decina di chilometri a monte di Pavia.

## Storia
Nel 1492 il funzionario ducale Bergonzio Botta prese in affitto da Carlo Arlotti una cascina, dotata di torre, e vari fondi agricoli di proprietà del monastero di San Lanfranco a Torre d’Isola. Nel 1497 poté, dopo averne ricevuto il permesso tramite una bolla pontificia, acquistare la possessione dell’ente ecclesiastico a patto che ogni anno fosse sborsato un canone perpetuo di 1.200 lire a San Lanfranco. Dal testamento di Bergonzio, redatto nel 1504, siamo informati che la possessione di Torre d’Isola formata da una dimora, provvista di stalle e giardino, alla quale facevano riferimento le cascine di San Varese e Boschetto, mentre i fondi agricoli, divisi tra terreni arativi, prati, vigneti e boschi, misuravano circa 508 ettari. Grazie al testamento del marchese Barnabo Botta Adorno, rogato nel 1700, sappiamo che la dimora era stata nel frattempo rinnovata: l’edificio era strutturato su due piani, alcune sale erano affrescate, e vi era anche una casa per il fattore. Nel 1703 il marchese Giacomo Botta Adorno fece realizzare, su progetto di Girolamo Bossi, la chiesa di Santa Maria della Neve (attigua al palazzo). Negli anni’20 del Settecento, come evidenziato dalle mappe catastali, la villa è strutturata su tre corpi di fabbrica, disposti a margine di un grande cortile centrale e con la chiesa di Santa Maria della Neve nell’angolo nord-orientale. Nei decenni successivi Giacomo Botta Adorno acquisì numerosi fondi agricoli nella zona, come la possessione (dotata anche di mulini, torchi e un’osteria) dei marchesi Belcredi a San Varese e Casottole o quella dell’Ospedale degli Esposti di Pavia sempre a San Varese. Nel 1760 le proprietà di Giacomo passarono in eredità ai fratelli Alessandro e Antoniotto Botta Adorno e furono gestite da quest’ultimo.

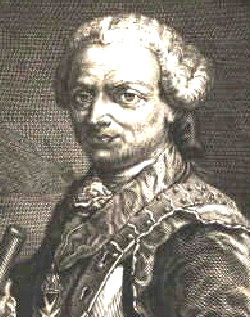
Antoniotto Botta Adorno.

Antoniotto, che fu maresciallo dell’esercito imperiale, ministro plenipotenziario dei Paesi bassi austriaci, ambasciatore di Maria Teresa presso la zarina Caterina II di Russia e Presidente del consiglio di reggenza del Granducato di Toscana, nel 1766, dopo i lunghi anni trascorsi in Toscana, ritornò a Pavia e, con la liquidazione elargita dal granduca Pietro Leopoldo I, fece ricostruire la villa. Il complesso era quasi ultimato nel 1773, quando era ancora in corso la decorazione degli interni. I lavori furono rallentati anche dalla necessità di deviare, mediante la realizzazione di un sistema di canali sotterranei, le numerose acque sorgive che scorrevano all’interno dei sedimi del complesso, inoltre, per lo stesso motivo, furono rialzate, di oltre un metro, le quote del cortile e del piano terra della villa. Con la morte di Clementina Botta Adorno, nel 1882, la villa passò ai Litta Modignani e poi ai Morelli di Popolo.

## Descrizione
La villa presenta un impianto a “U”, dotato di due ali laterali e con al centro il cortile d’onore. L’ala orientale si collega con la chiesa di Santa Maria della Neve. La facciata principale, rivolta verso il cortile d’onore, è dotata, al primo piano, di cinque finestre, di cui una (quella centrale) provvista di balcone, che corrispondono alle cinque arcate del portico, sorretto da colonne tuscaniche in granito, del paino terra. Le ali laterali, strutturate su un piano terra e un mezzanino, presentano delle arcate (due per lati) che immettono a due androni: uno comunicante con l’azienda agricola e l’altro (a est) aperto verso la campagna. L'ala rivolta verso ovest ospita anche le grandi scuderia della villa, sorrette internamente da colonne ioniche in granito.

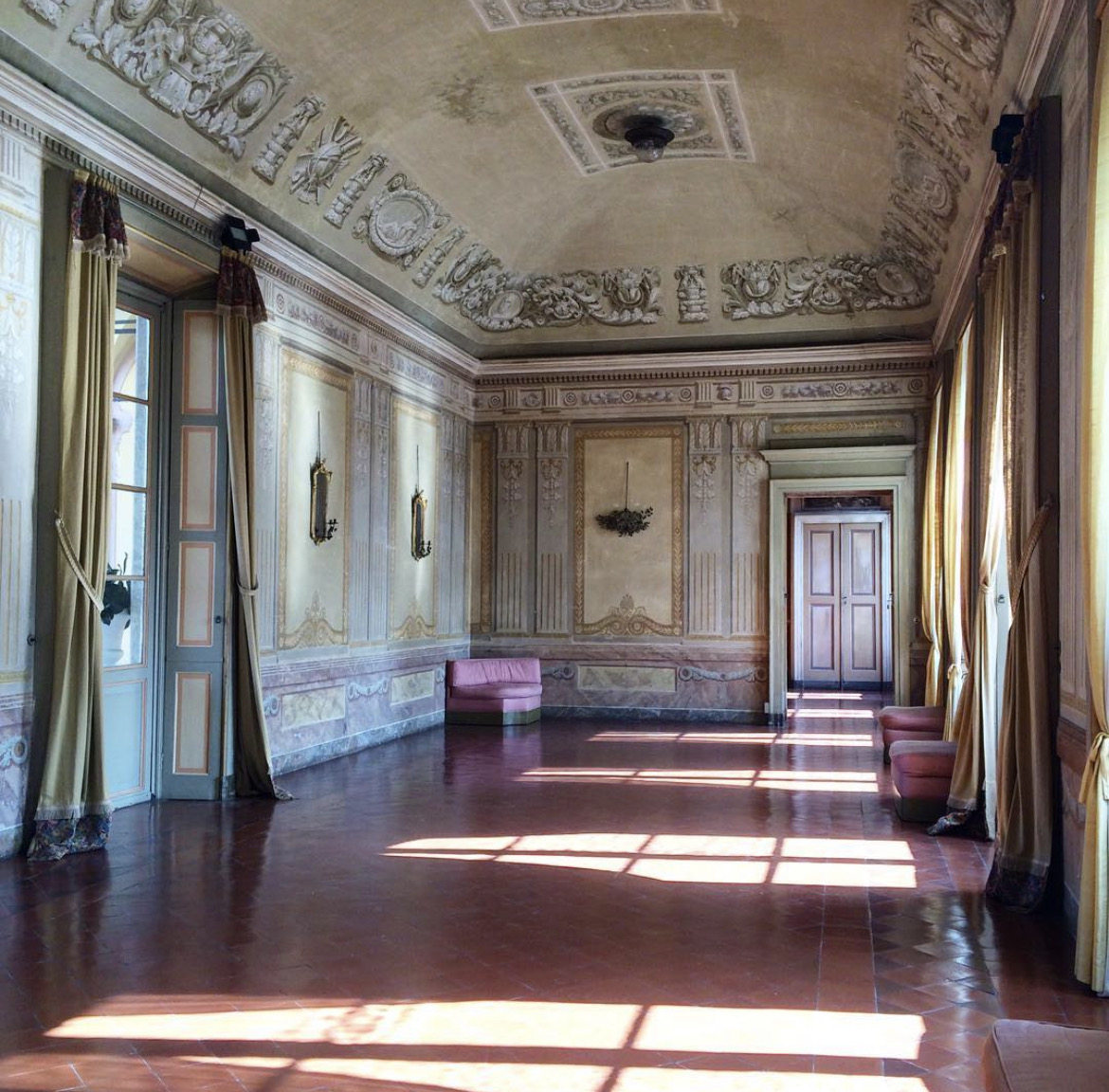
Una delle sale della villa.

La facciata rivolta verso a sud è collegata al giardino tramite una doppia scalinata, mentre le finestre sono sormontate da timpani alternatamente triangolari e semicircolari. Attraverso il portico posto al piano terra, pavimentato con lastre di granito disposte a spina di pesce e decorato con porte centinate e sormontate da nicchie ellittiche con busti a tutto tondo, si accede allo scalone che conduce alla galleria del primo piano. Le diverse sale della villa presentano decorazione pittorica e camini in parte risalenti agli anni ’60 e ’70 del Settecento e in parti frutto di interventi ottocenteschi.